# Zinner (cràter)
Zinner és un petit cràter d'impacte de la Lluna situat a nord del cràter Schiaparelli, a l'Oceanus Procellarum. A al nord-oest es troba el cràter lleugerament més gran Golgi, i a l'est es localitza el sistema de plecs Dorsa Burnet.

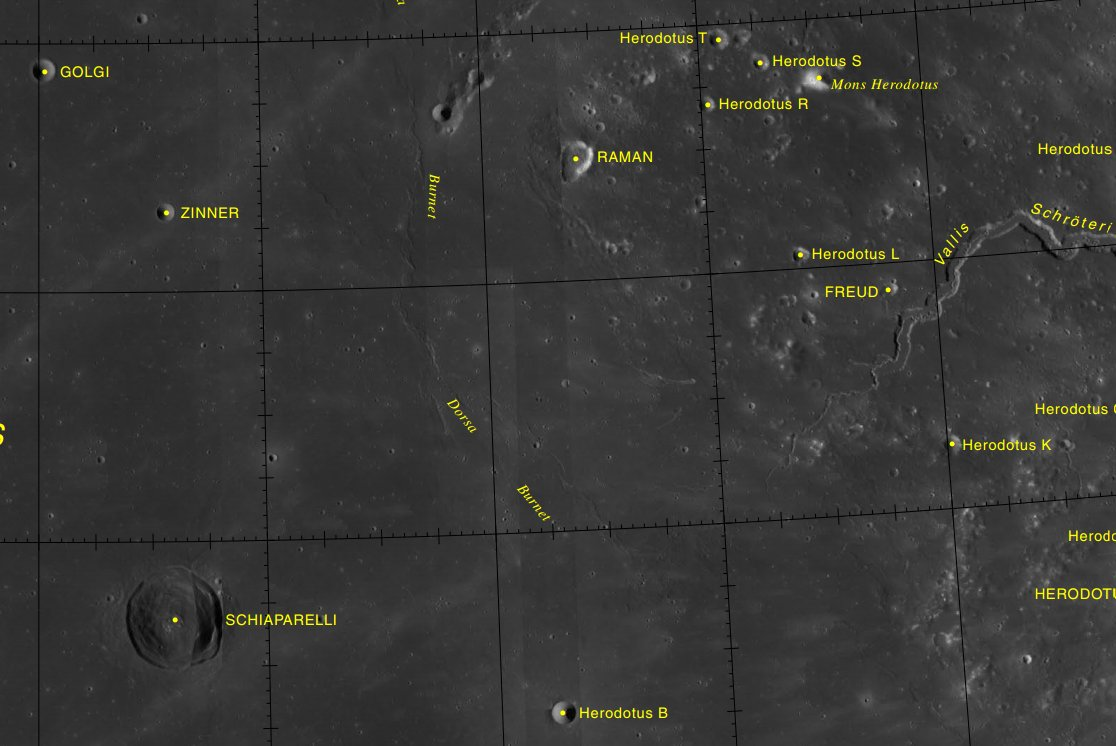
Localització de Zinner (quadrant superior esquerra de la imatge)
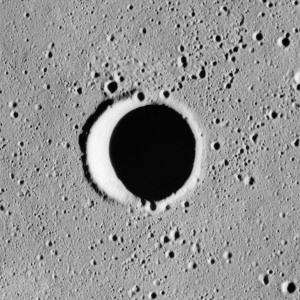
Fotografia de la missió Apollo 15

És circular i té forma de copa, amb una albedo alta en comparació amb la mar lunar circumdant. El cràter essencialment no té vora perquè la lava de la mare gairebé ho ha inundat per complet. El sistema de marques radials del cràter Glushko travessa Zinner.
Aquest element va ser designat prèviament com Schiaparelli B, abans que la UAI li donés el seu nom actual.